# Živalska celica
Živalske celice so vrsta evkariontskih celic in gradijo vse živali. Od rastlinskih celic se ločijo po tem, da nimajo celične stene, kloroplastov ter imajo le redko vakuole, ki pa so tudi manjše. Živalske celice so različnih oblik, odvisno od naloge, ki jo opravljajo. Ne morejo si proizvajati hrane (sladkorja) .
Živalsko celico je odkril leta 1838 nemški znanstvenik Theodor Schwann.